# Michèle Lamont
Michèle Lamont, född 1957 i Toronto, är en kanadensisk sociolog som innehar Robert I. Goldman-professuren i Europastudier. Lamont är också professor i sociologi och afroamerikanska studier vid Harvard University. Mellan 2016 och 2017 var hon ordförande för American Sociological Association. År 2017 erhöll hon Erasmuspriset och tilldelades tre hedersdoktors-titlar (från Universitet i Ottawa, Université de Bordeaux och Universiteit van Amsterdam).

## Verk
I The dignity of Working Men visar Lamont, via en lång serie intervjuer, på hur lönearbetare "odlar" en sorts alternativ självbild vilken går i strid med det bredare samhällets normer kring vad som konstituerar att "lyckas" i samhället. Istället för rent ekonomiska eller kulturella värden, ser dessa människor snarare sin moral som någonting som särskiljer dem, och understödjer deras självbild. Det handlar bland annat om förmågan att se till att ens familj har "mat på bordet", förmågan till "hederligt" (och ofta mycket slitsamt) förvärvsarbete, att inte exploatera andra, att se till att ens närområde ter sig dugligt och så vidare.

## Priser och utmärkelser
- 2017: Erasmuspriset[12]
- 2019: Andrew Carnegie Fellow, Carnegie Corporation of New York[14]